# Gaëlle Enganamouit
Gaëlle Deborah Enganamouit (née le 9 juin 1992 à Yaoundé) est une joueuse de football camerounaise.
Elle remporte en 2015 le titre de meilleure joueuse africaine de l'année.
Elle représente son pays aux Jeux olympiques d'été de 2012 et à la Coupe du monde féminine de football 2015.

## Biographie
Gaëlle Enganamouit est la benjamine d’une famille de 9 enfants (7 filles et 2 garçons).
Elle est détectée à 11 ans  et évolue au Tonnerre Kalara Club puis est transférée au Lorema de Yaoundé en 2004. Elle rejoint en 2012 le club serbe du ŽFK Spartak Subotica avec lequel elle remporte le doublé Coupe-Championnat et connaît une première participation à la Ligue des champions féminine de l'UEFA. En 2014, elle rejoint la Suède et l'Eskilstuna United DFF. 
Lors de la Coupe du monde féminine de football 2015, pour l'entrée dans la compétition de son équipe le 8 juin, elle inscrit son premier triplé sous les couleurs de la sélection nationale qui joue contre l'Équateur son premier match de l'histoire de la compétition.
Elle reçoit le titre de meilleure joueuse africaine de l'année 2015. 
Elle est la seule africaine en lice pour le titre de meilleure joueuse BBC 2016.
En 2016, elle incorpore le FC Rosengård. Puis elle fait l'objet d'un transfert record vers Dalian Tianjin Quanjian Women’s FC, un club chinois, mais ne peut jouer pendant plusieurs mois à cause d'une blessure. 
En 2018 elle est engagée à nouveau en Europe, avec le club d'Avaldsnes, vice-champion de Norvège en 2015. « Son expérience internationale nous sera utile », explique le club, en précisant : « Ce qui nous plait chez Gaelle, c'est sa pointe de vitesse et son physique dans le jeu. Elle a aussi montré tout au long de sa carrière qu'elle est une buteuse et a eu de bonnes saisons quand elle était en Suède ».
Le 4 janvier 2019, elle inaugure la première école de football féminin du Cameroun. En 2019, elle est de nouveau retenue dans la sélection nationale du Cameroun pour la Coupe du monde de football féminin.
Le 9 juin 2020, jour de son 28e anniversaire, Gaëlle Enganamouit annonce la fin de sa carrière.

## Palmarès

### En sélection nationale
- Vainqueur des Jeux africains de 2011[6]
- Finaliste du Championnat d'Afrique 2014
- Finaliste de la Coupe d'Afrique des nations 2016
- Troisième du championnat d'Afrique 2012
- Troisième de la Coupe d'Afrique des nations 2018

### En club
- Championne de Serbie en 2013 avec le ŽFK Spartak Subotica
- Vainqueur de la Coupe de Serbie en 2013 avec le ŽFK Spartak Subotica
- Vice-championne de Suède en 2015 avec l'Eskilstuna United DFF
- champion de chine 2017.

### Distinctions individuelles
- Meilleure joueuse camerounaise de la saison 2010-2011[15]
- Meilleure buteuse du Championnat de Suède 2015 avec 18 buts[16].
- Meilleure joueuse africaine de l'année 2015[17]